# Rötensteinbrücke
Die Rötensteinbrücke führt die Bundesautobahn 81 bei Grünsfeld im Main-Tauber-Kreis in Baden-Württemberg als Talbrücke über den Rötensteingraben (auch Rödersteingraben genannt).

## Geschichte
Die Rötensteinbrücke musste in Stahl ausgeführt werden, da schlechte geologische Verhältnisse eine große Stützweite bedingten. Die Bauarbeiten an der Brücke über Rötensteingraben bei Grünsfeld begannen fast zeitgleich mit den Bauarbeiten an der Taubertalbrücke. Im Juni 1971 wurde von der Deutschen Asphalt GmbH der Gussasphaltbelag für die beiden Fahrbahnen eingebaut. Dabei wurden Gastarbeiter aus der Türkei, Griechenland und Marokko eingesetzt. Der benötigte Asphalt wurde in einer Mischanlage in Werbach aufbereitet und mit 18 fahrbaren Asphaltkocherzügen zur Baustelle bei Grünsfeld gebracht, wo der Asphalt bei 220 Grad Celsius eingebaut wurde. Die Bauzeit der Brücke betrug 36 Monate und die Baukosten beliefen sich auf 10,6 Millionen Mark.
Laut Experten wird wohl trotz teurer Instandhaltungen ein Neubau in den 2020er bis 2030er Jahren erforderlich sein.

## Bauweise
Es handelt sich um eine 4-feldrige Stahlbrücke mit 2-stegigem Plattenbalken mit orthotroper Fahrbahnplatte bei einer Breite von 30 Metern zwischen den Geländern. Die Brücke wurde als geschweißte Stahlkonstruktion mit geschraubten Baustellenstößen hergestellt.

## Raststätte Ob der Tauber
Unmittelbar nördlich bis nordöstlich nach der Brücke wurde auf beiden Autobahnseiten die Raststätte Ob der Tauber errichtet.